# Takoussa (Filingué)
Takoussa (auch: Sabongari, Takousa) ist ein Dorf in der Stadtgemeinde Filingué in Niger.

## Geographie
Das von einem traditionellen Ortsvorsteher (chef traditionnel) geleitete Dorf liegt am Rand des Trockentals Dallol Bosso. Es befindet sich rund 30 Kilometer nördlich des Stadtzentrums von Filingué, der Hauptstadt des gleichnamigen Departements Filingué, das zur Region Tillabéri gehört. Zu den Siedlungen in der näheren Umgebung von Takoussa zählen Maï Talakia im Norden, Talcho im Südosten und Tidiba im Süden.
Es herrscht das Klima der Sahelzone vor, mit einer durchschnittlichen jährlichen Niederschlagsmenge zwischen 300 und 400 mm.

## Geschichte
Das Dorf Takoussa wurde 1927 gegründet. In den 1980er Jahren befanden sich Nomadenlager von Iklan-Viehzüchtern beim Dorf. Das Armed Conflict Location and Event Data Project erfasste für das erste Quartal 2024 in der Region Tillabéri insgesamt 122 gewaltsame Konfliktfälle mit 394 Toten und nannte Takoussa unter den betroffenen Orten.

## Bevölkerung
Bei der Volkszählung 2012 hatte Takoussa 1956 Einwohner, die in 291 Haushalten lebten. Bei der Volkszählung 2001 betrug die Einwohnerzahl 1574 in 209 Haushalten und bei der Volkszählung 1988 belief sich die Einwohnerzahl auf 1137 in 150 Haushalten.

## Wirtschaft und Infrastruktur
Es gibt eine Schule im Dorf.